# WISE 1639-6847
WISE 1639–6847 – brązowy karzeł położony w gwiazdozbiorze Trójkąta Południowego. Jest odległy o około 14 lat świetlnych od Słońca, należy do najbliższych brązowych karłów.

## Nazwa
Skrótowiec „WISE” pochodzi od nazwy teleskopu kosmicznego Wide-field Infrared Survey Explorer, obserwującego niebo w podczerwieni, który wykonał zdjęcia, na których odnaleziono obiekt. Liczby w nazwie oznaczają współrzędne astronomiczne tego ciała niebieskiego.

## Charakterystyka
Jest to obiekt typu widmowego Y0, bardzo chłodny jak na ten podtyp. Ocenia się, że temperatura WISE 1639-6847 zawiera się w zakresie około 90–120 °C.